# Buzura prinodes
Buzura prinodes là một loài bướm đêm trong họ Geometridae.